# Władysław Rozwadowski (prawnik)
Władysław Rozwadowski (ur. 27 marca 1933 w Lidzbarku Welskim, zm. 4 sierpnia 2024) – polski prawnik, profesor nauk prawnych, nauczyciel akademicki, specjalista prawa rzymskiego.

## Wykształcenie
Ukończył studia prawnicze na Wydziale Prawa i Administracji Uniwersytetu im. Adama Mickiewicza w Poznaniu. Pracę doktorską pod tytułem Ocena zeznań świadków w procesie rzymskim obronił w 1962 roku. Po odbytym stażu naukowym we Włoszech i Szwajcarii, w 1970 roku uzyskał stopień doktora habilitowanego na podstawie pracy Przelew wierzytelności w prawie rzymskim. Tytuł naukowy profesora uzyskał w 1981 roku.

## Publikacje
Wydał wiele publikacji z dziedziny prawa rzymskiego dotyczących następujących zagadnień:
- kompensacja w prawie rzymskim (5 publikacji, w tym 2 w jęz. włoskim)
- małżeństwo rzymskie (2 publikacje)
- zastępstwo procesowe (3 publikacje, w tym 1 w jęz. niemieckim)
- posiadanie w prawie rzymskim i w prawie polskim (3 publikacje, w tym 1 w jęz. włoskim)
- prawo własności w prawie rzymskim i w prawie polskim (2 publikacje)
- nauczanie prawa rzymskiego (2 publikacje, w tym 1 w j. niemieckim)

Opublikował liczne pomoce dydaktyczne: podręcznik Historia prawa (wspólnie z prof. Lesińskim – 4 wydania), Prawo rzymskie. Zarys wykładu wraz z wyborem źródeł (2 wydania o łącznym nakładzie ponad 50 tys. egzemplarzy), Prawo rzymskie. Słownik encyklopedyczny (wspólnie z prof. Wołodkiewiczem i dr Kamińskim – 2 wydania).

## Sprawowane funkcje
Był założycielem i przewodniczącym Ogólnopolskiego Kolegium Dziekanów Wydziałów Prawa i Administracji. Pełnił także m.in. następujące funkcje:
- członek Poznańskiego Towarzystwa Przyjaciół Nauk[1]
- członek Komitetu Nauk Prawnych PAN
- członek Komitetu Nauk o Kulturze Antycznej PAN
- dziekan WPiA Uniwersytetu A. Mickiewicza w Poznaniu (1990–1993)
- dziekan WPiA Uniwersytetu Szczecińskiego (1996–1999)
- kierownik Katedry Prawa Rzymskiego i Historii Prawa Sądowego WPiA Uniwersytetu A. Mickiewicza w Poznaniu
- dziekan Wydziału Prawa Wyższej Szkoły Menedżerskiej w Legnicy
- kierownik Katedry Prawa Rzymskiego i Historii Doktryn Polityczno-Prawnych Uniwersytetu Szczecińskiego (1980-2014).

Pracował na następujących stanowiskach:
- pracownik Katedry Prawa Rzymskiego WPiA Uniwersytetu Zielonogórskiego
- pracownik Katedry Prawa Rzymskiego i Historii Prawa Sądowego Uniwersytetu Adama Mickiewicza w Poznaniu
- profesor Wydziału Prawa Wyższej Szkoły Menedżerskiej w Legnicy

Od 1972 roku do stycznia 2011 roku (kiedy to zdecydował się odejść w proteście przeciwko nieprawidłowościom w procesie nadawania tytułów naukowych) pracował także w Katedrze Prawa Cywilnego Wydziału Prawa i Administracji Uniwersytetu Gdańskiego, gdzie trzy razy z rzędu uznawany był przez studentów najlepszym wykładowcą.
W latach 1998–2002 był także radnym sejmiku wielkopolskiego I kadencji z listy Akcji Wyborczej Solidarność.
Zmarł 4 sierpnia 2024. 10 sierpnia został pochowany na cmentarzu górczyńskim w Poznaniu.

## Odznaczenia
- Krzyż Kawalerski Orderu Odrodzenia Polski
- Złoty Krzyż Zasługi
- Medal Komisji Edukacji Narodowej
- Złota Odznaka ZNP